# Mimomyia gurneyi
Mimomyia gurneyi är en tvåvingeart som först beskrevs av John Nicholas Belkin 1962.  Mimomyia gurneyi ingår i släktet Mimomyia och familjen stickmyggor. Inga underarter finns listade i Catalogue of Life.